# Bettembourg
Bettembourg (in lussemburghese: Bite-en-bourg; in tedesco: Bittemburg) è un comune del Lussemburgo meridionale. Fa parte del cantone di Esch-sur-Alzette, nel distretto di Lussemburgo.
Nel 2005, la città di Bettembourg, capoluogo del comune che si trova nella parte orientale del suo territorio, aveva una popolazione di 7 157 abitanti. Le altre località che fanno capo al comune sono Fennange, Huncherange e Noertzange.

## Geografia
Bettembourg sorge nella vallata del fiume Alzette che scorre a nord dell'abitato.

## Monumenti e luoghi d'interesse
- Castello di Bettembourg

## Infrastrutture e trasporti

### Strade
Le due principali vie d'accesso alla cittadina sono le autostrade A3 ed A13 che s'incrociano a sud-est di Bettembourg.

### Ferrovie
La stazione di Bettembourg è situata lungo la linea 6 ed è capolinea delle linee 6f e 6b. Nel territorio comunale si trova anche la stazione di Noertzange.

## Amministrazione

### Gemellaggi
- Flaibano, Italia
- Valpaços, Portogallo